# Лодышкино (Ивановская область)
 Лодышкино — опустевшая деревня в Ивановском районе Ивановской области. Входит в состав Богданихского сельского поселения.

## География
Находится в центральной части Ивановской области на расстоянии приблизительно 19 км на юго-восток по прямой от вокзала станции Иваново.

## История
Появилась на карте еще 1808 года. В 1859 году здесь (тогда деревня Шуйского уезда Владимирской губернии) было учтено 16 дворов, в 1902 — 16.

## Население
Постоянное население составляло 111 человек (1859 год), 106 (1902), 0 как в 2002 году, так и в 2010.